# Långemåla
Långamåla is een plaats in de gemeente Högsby in het landschap Småland en de provincie Kalmar län in Zweden. De plaats heeft 154 inwoners (2000) en een oppervlakte van 34 hectare.